# Ricardo Cabrera (Fußballspieler)
Ricardo Cabrera Mendoza (* 5. März 1937 in Rancagua; † 9. April 2016 in Quilpué) war ein chilenischer Fußballspieler. Der Stürmer absolvierte sechs Länderspiele für Chiles Nationalmannschaft.

## Karriere

### Verein
Ricardo Cabrera kam 1958 zum CD Magallanes, seiner ersten Profistation. Danach spielte er für weitere Klubs in Chile. 1972 beendete der Offensivakteur seine Karriere bei Audax Italiano. Größter Erfolg auf Vereinsebene war der Gewinn der Segunda División 1969 mit Lota Schwager.

### Nationalmannschaft
Ricardo Cabrera debütierte im Dezember 1960 unter Fernando Riera beim Freundschaftsspiel gegen Paraguay. Beim 3:1-Erfolg erzielte der Angreifer zwei Tore. Danach spielte er noch weitere Länderspiele bei regionalen Freundschaftsturnieren. Das letzte Länderspiel bestritt Cabrera im August 1965 in der Qualifikation zur Weltmeisterschaft gegen Ecuador. Für das Endturnier in England wurde der Stürmer aber nicht nominiert.

## Erfolge
Lota Schwager
- Segdunda División: 1967